# 岡本ひろかずのアタックヤング
岡本ひろかずのアタックヤング（おかもとひろかずのアタックヤング）とは、STVラジオで2009年4月7日深夜（4月8日未明）から2010年3月31日（4月1日未明）まで毎週火曜深夜（水曜未明）に放送されていたアタックヤングの番組名である。

## 概要
- 担当者は札幌テレビ放送・STVラジオのスポーツ中継アナウンサーとして知られる岡本ひろかず。
- 自らがスポーツアナウンサー、そして広島東洋カープのファンであるということで、プロ野球（特にカープ）ネタを中心にして話すコーナーや、リスナーの想い出に残るカセットテープを紹介する「カセット供養」などのコーナーがある。
- 2010年3月31日、大西暁子と青山千景に後任を譲る形で終了した。